# Adam Boyd (Politiker)
Adam Boyd (* 21. März 1746 in Mendham, Morris County, Province of New Jersey; † 15. August 1835 in Hackensack, New Jersey) war ein US-amerikanischer Politiker. Zwischen 1803 und 1813 vertrat er zwei Mal den Bundesstaat New Jersey im US-Repräsentantenhaus.

## Werdegang
Adam Boyd wuchs während der britischen Kolonialzeit auf. Im Jahr 1770 zog er in das Bergen County. In der dortigen Gemeinde Hackensack war er zwischen 1773 und 1798 mehrfach Mitglied im Rechtsausschuss. Zwischen 1778 und 1781 war er als Sheriff Polizeichef im Bergen County. Gleichzeitig begann er eine politische Laufbahn. Zwischen 1782 und 1795 saß er mehrfach als Abgeordneter in der New Jersey General Assembly. Später wurde er Mitglied der von Thomas Jefferson gegründeten Demokratisch-Republikanischen Partei. Zwischen 1803 und 1805 amtierte Boyd als Berufungsrichter im Bergen County.
Bei den Kongresswahlen des Jahres 1802 wurde Boyd für den ersten Sitz von New Jersey in das US-Repräsentantenhaus in Washington, D.C. gewählt, wo er am 4. März 1803 die Nachfolge von John Condit antrat. Bis zum 3. März 1805 konnte er eine Legislaturperiode im Kongress absolvieren. In diese Zeit fielen der von Präsident Jefferson getätigte Louisiana Purchase und die Ratifizierung des zwölften Verfassungszusatzes.
Nach dem Tod des Abgeordneten Ezra Darby wurde Adam Boyd als dessen Nachfolger in das US-Repräsentantenhaus gewählt, wo er nach zwei Wiederwahlen zwischen dem 8. März 1808 und dem 3. März 1813 sein Mandat ausüben konnte. Nach dem Ende seiner Zeit im Kongress arbeitete Boyd zwischen 1813 und 1833 als Berufungsrichter. Er starb am 15. August 1835 in Hackensack.